# تاجر پوسان
تاجر پوسان (به کره‌ای:상도) یک مجموعه تلویزیونی کره‌ای است که در سال ۲۰۰۱ میلادی از شبکه ام‌بی‌سی پخش شده است.

## خلاصهٔ داستان
داستان دربارهٔ شخصی به نام سانگ اوک است که به زبان چینی تسلط دارد و می‌خواهد در امتحان مترجمان دربار موفق شود، ولی در این راه برای سفر به چین دچار مشکل می‌شود و به عنوان خیانتکار دستگیر می‌شود و پدرش را از دست می‌دهد.
این سریال دربارهٔ یک تاجر معروف افسانه‌ای می‌باشد که نویسندهٔ معروف چویی این هو این داستان را نوشته است. دوران این داستان در سال‌های ۱۷۹۹ تا ۱۸۵۵ یعنی در دوران چوسان کره می‌باشد.

## بازیگران
- لی جه ریونگ در نقش ایم سانگ اوک
- کیم هیون جو در نقش پارک دانی یونگ
- جونگ بو سوک در نقش جیون چی سو
- لی سون جه در نقش پارک جومیونگ
- هونگ ئون هی در نقش هونگ می گیوم
- پارک این هوآن در نقش هونگ دوک جو
- نا مون هی در نقش مادر ایم سانگ اوک
- کیم جا اوک در نقش مادر می گیوم
- کیم یومی در نقش چایون
- لی آهیون در نقش چورای
- کیم یونگ گون در نقش چونگو
- لی هی دو در نقش هو سامبو
- منگ سانگ هون در نقش هونگ دای هو
- کیم سه جون در نقش بوک تایی
- هونگ جین هی در نقش زن هو سامبو
- لی کیه این در نقش سونتاک
- چویی ران در نقش وو یو ران
- بک هیون سوک در نقش جونگ سورای
- شین گوک در نقش هونگ تای جو
- لی سوک در نقش آنجو
- جونگ میونگ هوان در نقش کیم دو کوان